# آفات مزيلة للميالين في الجهاز العصبي المركزي

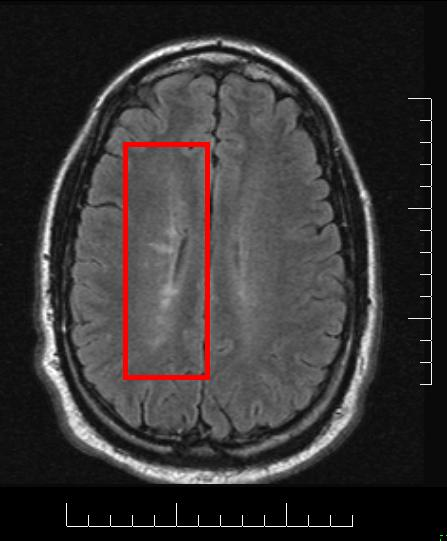
تظهر صورة الرنين المغناطيسي أصابع داوسون.

يؤدي التصلب المتعدد وأمراض الجهاز العصبي المركزي الأخرى المزيلة للميالين إلى ظهور آفات (مناطق منزوعة الميالين) وندوب أو تصلب في الخلايا الدبقية. تأخذ هذه الآفات أشكالًا مختلفة وتملك موجودات نسيجية متنوعة تختلف تبعًا للمرض الأساسي المسبب للمرض.
تصنف الأمراض المزيلة للميالين عادةً إلى نوعين: أمراض ناقضة للميالين وأمراض حثل المادة البيضاء. يخرب المايلين الطبيعي في المجموعة الأولى نتيجة التعرض لمادة سامة أو كيميائية أو بآلية مناعية ذاتية، بينما يكون الميالين في المجموعة الثانية غير طبيعي ويتحلل نتيجةً لذلك. سمت معايير بوزر المجموعة الثانية بأمراض حثل الميالين، ويشير مصطلح أمراض بوزر المزيلة للنخاعين إلى المجموعة الأولى.
يمكن تصنيف أمراض الجهاز العصبي المركزي المزيلة للميالين وفقًا للآلية الإمراضية إلى خمس مجموعات مفتوحة: أمراض مزيلة للميالين لأسباب التهابية والأمراض المزيلة للميالين لأسباب فيروسية والأمراض المزيلة للميالين نتيجة اضطرابات أيضية مكتسبة والأشكال الناجمة عن نقص التأكسج الإقفاري والأمراض الناتجة عن انضغاط بؤري.

## الأمراض المزيلة للميالين غير الالتهابية
تضم هذه المجموعة أربعة عناصر:
- الأمراض المزيلة للميالين الفيروسية.
- الأمراض المزيلة للميالين الأيضية (حثل المادة البيضاء وتفرعاته وحثل الكظر وبيضاء الدماغ والاعتلال العصبي النخاعي الكظري المرتبط بالصبغي X).
- أشكال نقص التأكسج الإقفاري المزيلة للميالين (متلازمة سوساك وانحلال المادة البيضاء).
- الأمراض المزيلة للميالين الناجمة عن انضغاط بؤري.

تصنف جميع هذه الأنواع الأربعة ضمن الأمراض المزيلة للميالين غير الالتهابية. تختلف هذه الأنواع عن التصلب المتعدد وإن سببت ظهور آفات مشابهة.

## أمراض الجهاز العصبي المركزي الالتهابية المزيلة للميالين
تتشابه الآفات النموذجية مع الآفات المشاهدة في التصلب المتعدد، ولكن يوجد أربعة أنواع من الآفات الالتهابية غير النموذجية: آفات شبيهة بالحلقية (تتوسط فيها الأجسام المضادة) والآفات كبيرة الخلايا (شبيهة بالورمية) والآفات الشبيهة بالبالو والآفات المرتشحة المنتشرة.
لا تعتبر قائمة الأمراض المسببة لآفات مزيلة للميالين في الجهاز العصبي المركزي كاملة، ولكنها تشمل:
- التصلب المتعدد النموذجي: هو النوع الأشهر والأكثر انتشارًا.
- داء ديفك والتهاب النخاع والعصب البصري (يطلق عليه أحيانًا التصلب اللويحي النخاعي البصري).
- التهاب الدماغ والنخاع الحاد المنتشر: هو اضطراب وثيق الصلة بهذه الفئة من الأمراض يؤدي فيه فيروس أو لقاح معروف إلى تفعيل المناعة الذاتية ضد الميالين.
- التهاب الدماغ النخاعي النزفي الحاد: هو أحد أنواع التهاب الدماغ والنخاع الحاد المنتشر.[7][8]
- تصلب بالو اللويحي متحد المركز: تأخذ فيه اللويحات مظهر غير اعتيادي؛ إذ تشكل دوائر متحدة المركز. يتحسن هذا النوع في بعض الأحيان تلقائيًا دون علاج.
- مرض شيلدر أو تصلب الميالين المنتشر: هو مرض نادر يظهر سريريًا على شكل آفة ورمية كاذبة مزيلة للميالين. يشيع هذا النمط عند الأطفال بشكل رئيسي.
- تصلب ماربورغ المتعدد: هو شكل عدواني يعرف أيضًا باسم التصلب المتعدد الخبيث أو الشديد أو الحاد.
- التصلب المتعدد الشبيه بالورمي: هو آفات يزيد حجمها عن 2 سم تترافق بتأثير كتلي مسببة وذمة حلقية.[9][10]
- التهاب الدماغ والنخاع المرتبط بأضداد البروتينات السكرية لميالين الخلايا الدبقية قليلة التغصنات: يعطي المرض آفات مشابهة لالتهاب الدماغ والنخاع الحاد المنتشر في بعض الحالات ولالتهاب النخاع والعصب البصري في حالات أخرى. قد تبدو الآفات مشابهة للتصلب المتعدد حتى في الخزعة، ولكنه يبقى أمرًا غير اعتيادي. تقلد هذه الحالات آفات النمط الثاني من مرض التصلب المتعدد. تبدي الآفة المزيلة للميالين خلايا تائية وضامة حول الأوعية الدموية إضافةً للخلايا الدبقية قليلة التغصنات وعلامات تفعيل نظام المتممة.